# Baby Marie Osborne
Baby Marie Osborne (Denver, 5 de novembro de 1911 - San Clemente, 11 de novembro de 2010) foi uma atriz norte-americana, a primeira grande estrela infantil dos filmes mudos nos Estados Unidos. Ela normalmente era conhecida apenas como "Baby Marie".